# Otholobium decumbens
Otholobium decumbens är en ärtväxtart som först beskrevs av William Aiton, och fick sitt nu gällande namn av Charles Howard Stirton. Otholobium decumbens ingår i släktet Otholobium och familjen ärtväxter. Inga underarter finns listade i Catalogue of Life.